# Classe Tone
A Classe Tone (利根型巡) foi uma classe de cruzadores pesados operada pela Marinha Imperial Japonesa, composta pelo Tone e Chikuma. Suas construções começaram nos estaleiros da Mitsubishi em 1934 e 1935, foram lançados ao mar em 1937 e 1938 e comissionados em 1938 e 1938. Eles originalmente seriam membros da Classe Mogami, porém foram modificados durante a construção para atuarem como "cruzadores de reconhecimento" para a frota de porta-aviões japoneses. Os dois acabaram recebendo o incomum arranjo de ter sua bateria principal instalada totalmente na proa, enquanto a popa foi dedicada exclusivamente para operações de hidroaviões de reconhecimento.
Os dois cruzadores eram armados com uma bateria principal composta por oito canhões de 203 milímetros montados em quatro torres de artilharia duplas. Tinham um comprimento de fora a fora de 189 metros, boca de quase dezenove metros e meio, calado de pouco mais de seis metros e um deslocamento carregado de mais de quinze mil toneladas. Seus sistemas de propulsão eram compostos por oito caldeiras a óleo combustível que alimentavam quatro conjuntos de turbinas a vapor, que por sua vez giravam quatro hélices até uma velocidade máxima de 35 nós (65 quilômetros por hora). Os navios também tinham um cinturão de blindagem que chegava a 145 milímetros de espessura.
Os navios tiveram uma carreira ativa na Segunda Guerra Mundial. Eles escoltaram os porta-aviões que realizaram o Ataque a Pearl Harbor em 1941 e no ano seguinte participaram operações nas Índias Orientais Holandesas, do Bombardeio de Darwin, de um ataque no Oceano Índico, da Batalha de Midway e ações da Campanha de Guadalcanal. Ficaram navegando entre bases pela maior parte de 1943 e 1944, muitas vezes em resposta a a operações norte-americanas. Ambos participaram em 1944 das batalhas do Mar das Filipinas e Golfo de Leyte, com o Chikuma sendo afundado nesta última. O Tone foi afundado no ano seguinte e seus destroços desmontados pós-guerra.